# Hôn nhân cùng giới ở Kansas
Hôn nhân cùng giới đã trở thành hợp pháp tại tiểu bang Kansas của Hoa Kỳ sau phán quyết của Tòa án Tối cao Hoa Kỳ tại Obergefell v. Hodges vào ngày 26 tháng 6 năm 2015, trong đó phát hiện việc từ chối quyền kết hôn đối với các cặp cùng giới là vi hiến. Đến ngày 30 tháng 6, tất cả 31 khu vực tư pháp và tất cả 105 quận Kansas đã cấp giấy phép cho các cặp cùng giới hoặc đã đồng ý làm như vậy. Các cơ quan tiểu bang Kansas ban đầu trì hoãn việc công nhận hôn nhân cùng giới cho các mục đích bao gồm nhưng không giới hạn ở việc thay đổi tên, quy định lợi ích sức khỏe và khai thuế chung, nhưng bắt đầu thực hiện vào ngày 6 tháng 7.
Nhà nước trước đây đã xác định hôn nhân trong Hiến pháp của mình là sự kết hợp của một nam và một nữ và theo luật định đã từ chối công nhận hôn nhân cùng giới từ các khu vực tài phán khác. Trước khi Tòa án Tối cao giải quyết vấn đề này, một loạt các vụ kiện đã thách thức các chính sách của nhà nước với thành công hỗn hợp. Tại Marie v. Moser, Thẩm phán quận Hoa Kỳ Daniel D. Crabtree đã ban hành lệnh cấm sơ bộ cấm Bộ trưởng Bộ Y tế và Môi trường Kansas, Quận Douglas và Quận Sedgwick thi hành lệnh cấm kết hôn cùng giới của Kansas vào ngày 4 tháng 11 năm 2014. Ông tạm thời ở lại lệnh cấm cho đến ngày 11 tháng 11 để cung cấp cho chính quyền nhà nước thời gian để kháng cáo. Vào ngày 7 tháng 11 năm 2014, Tòa phúc thẩm Tenth Circuit đã từ chối yêu cầu của các quan chức nhà nước về việc kháng cáo chờ ở lại. Vào ngày 12 tháng 11 năm 2014, Tòa án Tối cao Hoa Kỳ đã từ chối yêu cầu của các quan chức nhà nước về việc chờ ở lại chờ kháng cáo của Marie. Khi lệnh cấm ở Marie chuẩn bị có hiệu lực, Tổng chưởng lý bang Kansas cho rằng lệnh cấm sơ bộ của Crabtree chỉ áp dụng cho hai quận liên quan đến vụ kiện, chứ không phải trên toàn tiểu bang. Liên minh Tự do Dân sự Hoa Kỳ duy trì rằng lệnh cấm áp dụng cho tất cả 105 quận của tiểu bang. Một số thẩm phán quận của tiểu bang, người cấp giấy phép kết hôn ở Kansas, đã từ chối ủy quyền cấp giấy phép kết hôn cho các cặp cùng giới dựa trên sự giải thích riêng của họ về tình hình pháp lý.
Vào ngày 18 tháng 11 năm 2014, Tòa án Tối cao Kansas, hoạt động tại Schmidt v. Moriarty, đã cho phép cấp phép cho các cuộc hôn nhân cùng giới ở Khu Tư pháp thứ mười của tiểu bang, bao gồm Quận Johnson, để tiến hành. Tòa án phán quyết rằng nó thuộc thẩm quyền của Thẩm phán Kevin P. Moriarty, với tư cách là thẩm phán trưởng của quận đó, cho phép cấp giấy phép kết hôn cho các cặp cùng giới dựa trên quyết định của pháp luật. Nó để lại vấn đề có nên cấp phép cho các cuộc hôn nhân cùng giới cho mỗi khu vực tư pháp.